# Craig Moore
Craig Moore, född 12 december 1975 i Sydney, New South Wales, är en före detta fotbollsspelare (försvarare) från Australien, som under sin karriär spelade för bland annat Australiens herrlandslag i fotboll, Rangers, Borussia Mönchengladbach och Newcastle. 
Moore representerade Australien i Världsmästerskapet i fotboll 2006 då han kvitterade mot Kroatien på straffspark i den 38:e minuten. 